# Société historique de Compiègne
La Société historique de Compiègne ou SHC est une société savante de la ville de Compiègne dans le département de l'Oise en France. Fondée en 1868, elle a pour objectif de promouvoir et encourager les connaissances historiques sur Compiègne et le Compiégnois.

## Historique
La Société historique de Compiègne est fondée en 1868  à la suite du Comité archéologique créée en 1840. L'association est reconnue d'utilité publique en 1895.

## Réalisations
La Société historique de Compiègne, qui compte en 2010, 160 membres, organise des conférences mensuelles entre octobre et mai ainsi que des colloques certaines années (Compiègne ville de cheval en 2008, le collège de Compiègne en 2011) dont elle publie les actes. Elle défend le patrimoine archéologique et historique auprès des autorités administratives et organise des excursions sur des thématiques historiques et patrimoniales. La Société est propriétaire de collections d'objets qui sont exposés au musée Antoine-Vivenel de Compiègne.  

### Publications
La Société historique de Compiègne a édité depuis sa fondation 80 ouvrages (2012). Elle publie par ailleurs une fois par an en alternance un Bulletin d'au moins 200 pages ou une revue intitulée Les Cahiers compiégnois. Les ouvrages et périodiques les plus anciens sont numérisés et sont disponibles sur le site internet de l'association www.histoire-compiegne.com et sur celui de la bibliothèque numérique de la BNF, Gallica. Elle vient d'ouvrir un nouveau site sur l'histoire de Compiègne en 1914 sur le site www.compiegne1914.fr